# Xanthogaleruca luteola
Xanthogaleruca luteola là một loài bọ cánh cứng trong họ Chrysomelidae. Loài này được Müller miêu tả khoa học năm 1766.

## Hình ảnh

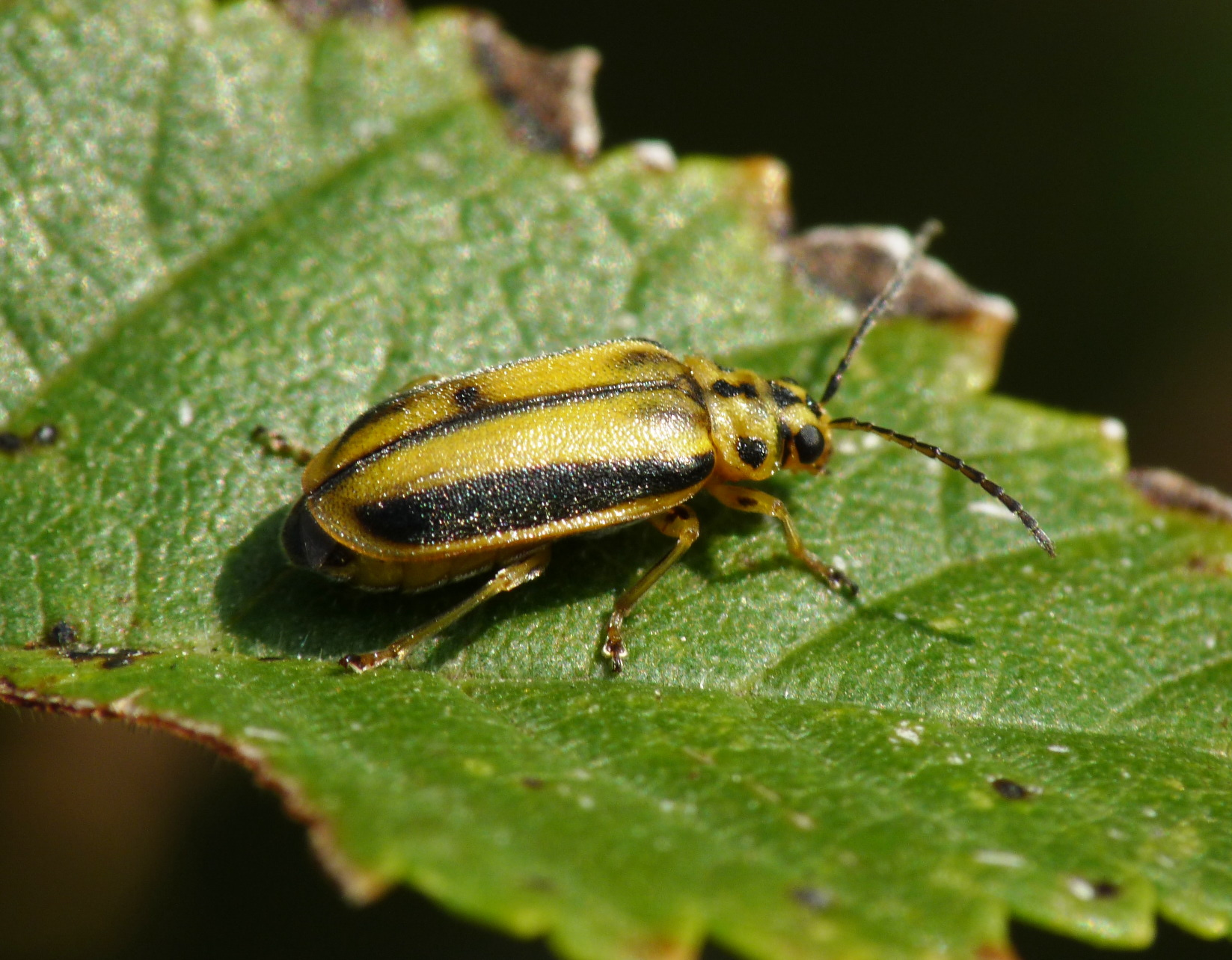
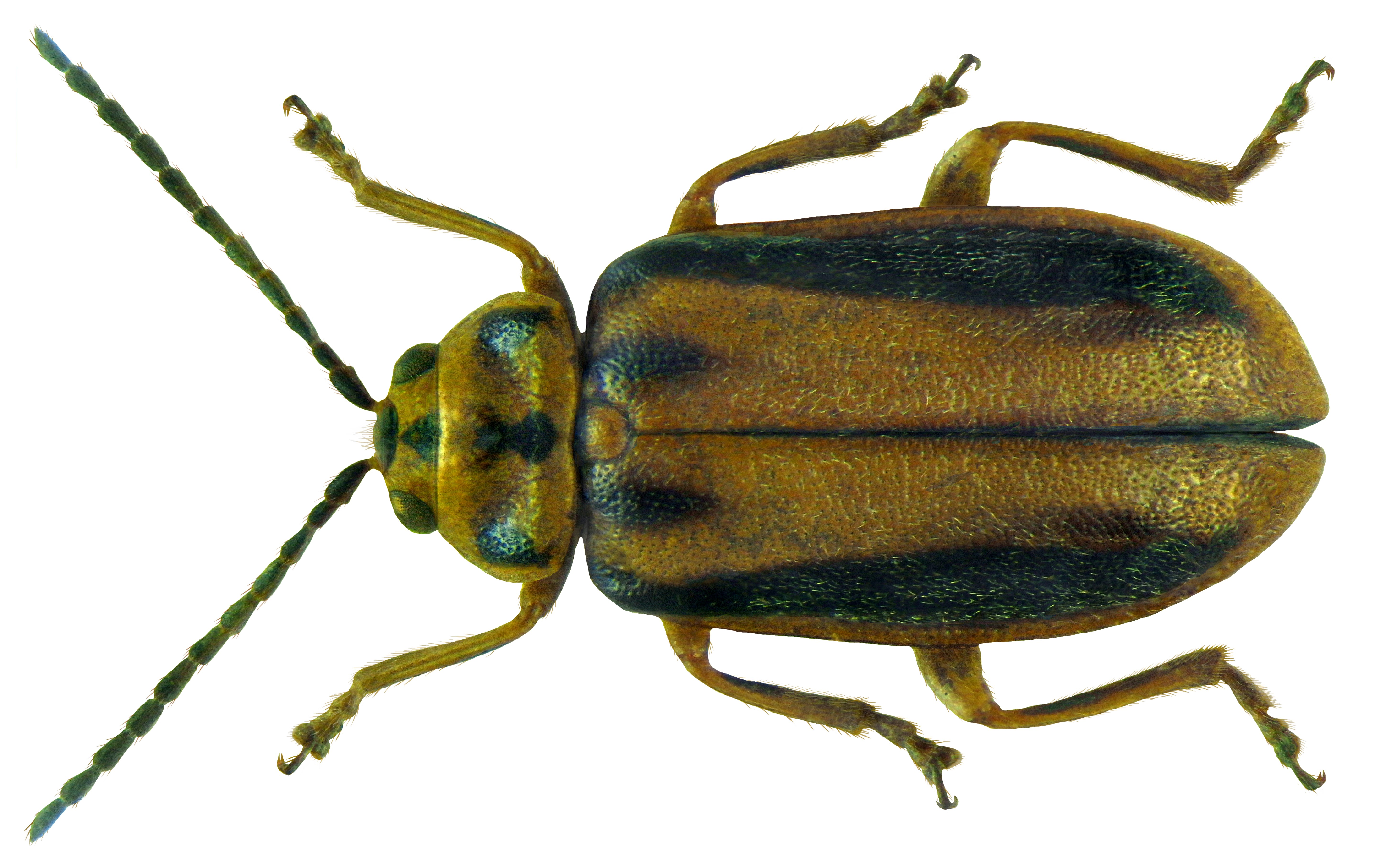
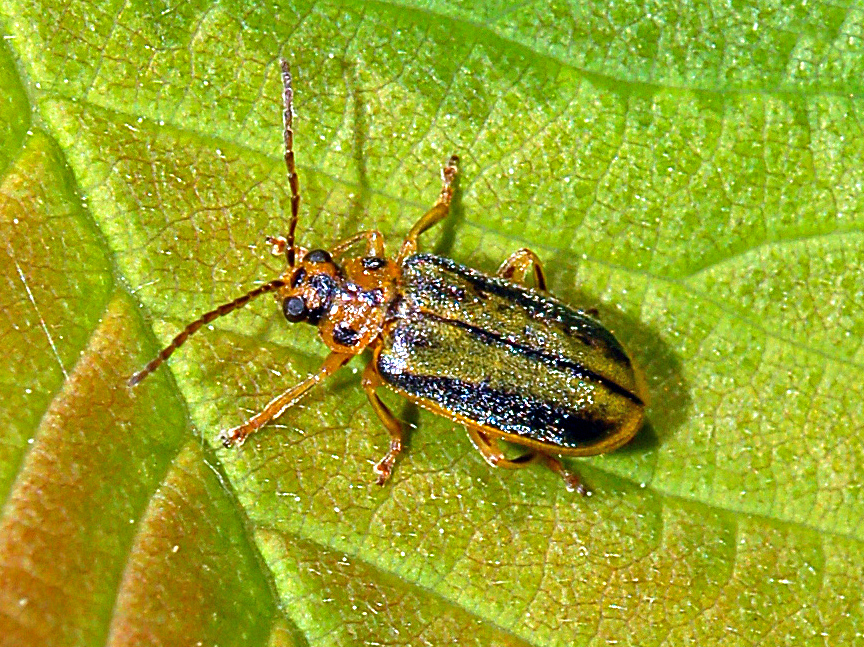
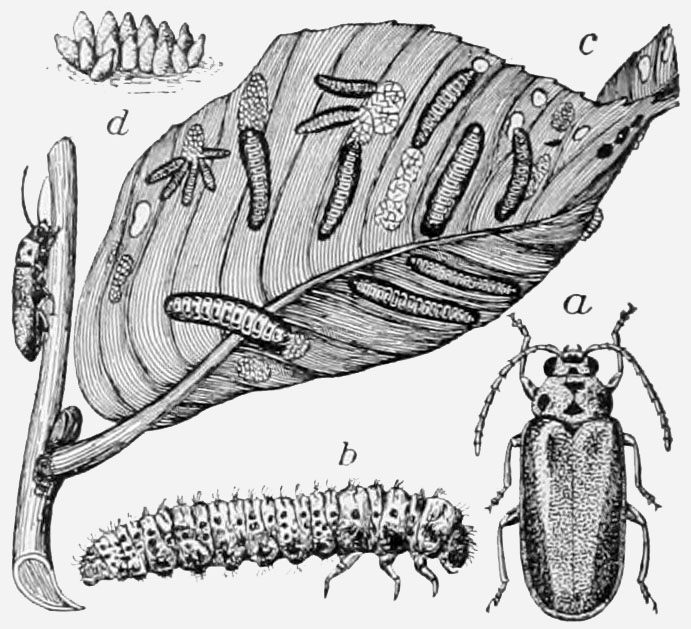